# Liste des joueurs de baseball australiens
Voici une liste (à compléter ...) de dix-sept joueurs de baseball australien qui ont joué en Ligue majeure de baseball entre 1884 et 2004 :
- Grant Balfour
- Shayne Beckett
- Travis Blackley
- Cam Cairncross
- Trent Durrington
- Mark Ettles
- Mark Hutton
- Graeme Lloyd
- Damian Moss
- Dave Nilsson
- Luke Prokopec
- Joe Quinn
- Craig Shipley
- John Stephens
- Brad Thomas
- Glenn Williams
- Jeff Williams

## Sources
- (en) www.baseball-reference.com